# سطوح زیربخش
برای تولید سطوح نرم، از الگوریتم سطوح بخشیزه (به انگلیسی: Subdivision Surface) استفاده میشود. این الگوریتم با کنترل و تغییر فرم مشها، سطحی نرم و یکپارچه ایجاد میکند. به کمک این الگوریتم می‌توان توپولوژی اشکال بزرگ و پیچیده را توصیف نمود. به دلیل اهمیت این ویژگیهای منحصربه‌فرد، الگوریتم سطوح بخشیزه به عنوان ابزاری سودمند در سیستمهای انیمیشن و مدلسازی به کار میرود.
(Imagine & Shape (IMA محصولی است در نرم‌افزار کتیا که بر مبنای سطوح بخشیزه، برای بیان ایدهها، طراحی صنعتی و مفهومی، نمونه سازی سریع، شبیه سازی اشیا و طراحی به کمک عکس مورد استفاده قرار میگیرد. به کمک ابزارهای این محیط می‌توان یک ایده طراحی را با روشی ساده و سریع به مدل هندسی سه بعدی تبدیل کرد. عمده کاربردهای این محیط در طراحی لوارم خانگی، اسباب بازیها، کالاهای ورزشی و محصولات صنعتی میباشد.
سطوح بخشیزه در CATIA V5 سطوح دقیق از نوع Bezier یا NURBS میباشند. این سطوح بر مبنای یک مش چهار وجهی تعریف و کنترل میشوند. در یک سطح می‌توان با کنترل پارامترهای مربوط به کشش سطوح، لبه های تیز یا نرم ایجاد کرد.